# 尤卡緬斯科耶區
57°55′52″N 51°55′19″E / 57.931°N 51.922°E
尤卡緬斯科耶區（俄语：Юкаменский район），是俄羅斯的一個區，位於該國西南部，由烏德穆爾特共和國負責管轄，面積1,019.7平方公里，2010年人口10,207，人口密度每平方公里10.01人。